# 连承敏
连承敏（1951年—），男，山东荣成人，中华人民共和国政治人物，曾任中共临沂市委书记，山东省人大常委会副主任，第十届全国人大代表。